# Emerasoma curvicerca
Emerasoma curvicerca — вид прямокрилих комах родини тригоніїд (Trigonidiidae). Описаний у 2020 році.

## Поширення
Ендемік Китаю. Типові зразки зберігаються в Музеї біології Східнокитайського педагогічного університету (ECNU).